# Emporiki Autokiniton

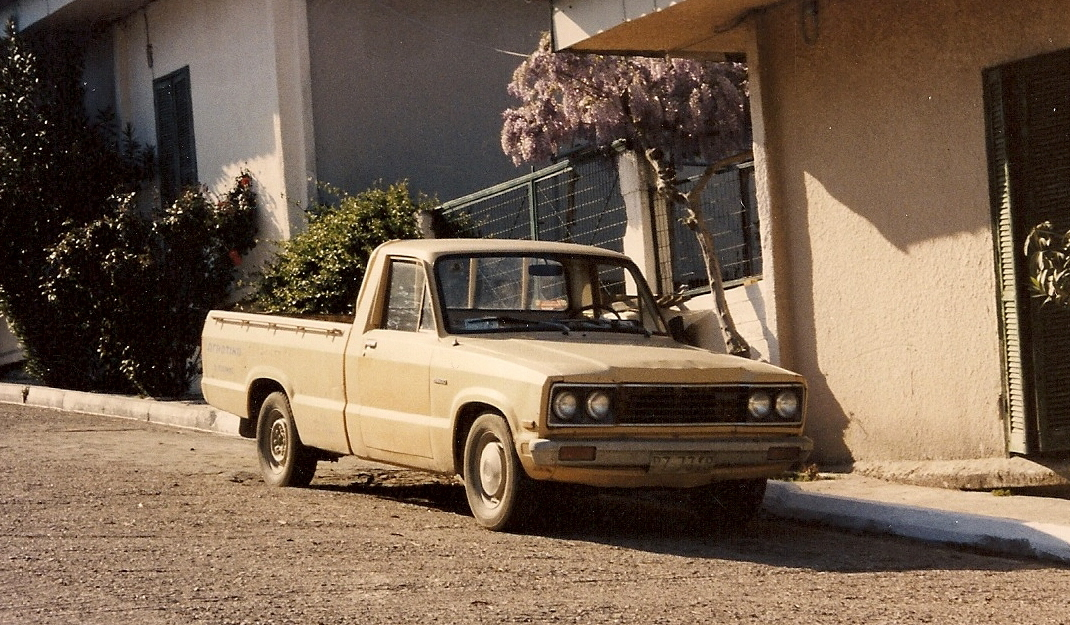
Grezda Pick-up

Emporiki Autokiniton war ein griechischer Hersteller von Automobilen.

## Unternehmensgeschichte
Das Unternehmen wurde 1919 in Athen als Autohändler gegründet. Später kam die Produktion von Karosserien für Busse sowie Feuerwehrzubehör dazu. Nach dem Zweiten Weltkrieg beschränkte sich das Unternehmen zunächst wieder auf die Rolle als Autohändler. 1963 begann der Import und 1968 die Lizenzproduktion von dreirädrigen Mazda-Nutzfahrzeugen. Ab 1971 fand die Produktion in einem größeren Werk im Norden von Athen statt. Nun begann auch die Montage von Fahrzeugen von Opel und Alfa Romeo. Später entstanden modifizierte Pick-ups auf Mazda-Basis, die in den frühen 1980er Jahren teilweise unter dem Markennamen Grezda verkauft wurden. 1985 endete die Fahrzeugproduktion.

## Fahrzeuge
Bei den Fahrzeugen mit dem Markennamen Grezda handelte es sich um Pick-ups, die auf den Mazda B 1500 und B 1600 basierten. Allerdings waren die Fahrzeuge länger.